# Верх-Люкінське сільське поселення
Верх-Лю́кінське сільське поселення — муніципальне утворення в складі Балезінського району Удмуртії, Росія. Адміністративний центр — присілок Верх-Люкіно.
Населення — 443 особи (2015; 497 в 2012, 508 в 2010).
До складу поселення входять такі населені пункти:
| Населений пункт       | Населення, осіб (2010) | Населення, осіб (2012) |
| --------------------- | ---------------------- | ---------------------- |
| Верх-Люкіно, присілок | 349                    | 343                    |
| Возешур, присілок     | 16                     | 16                     |
| Гуменки, присілок     | 7                      | 6                      |
| Деміно, присілок      | 32                     | 30                     |
| Жобшур, присілок      | 24                     | 23                     |
| Кузем, присілок       | 15                     | 16                     |
| Мокіно, присілок      | 0                      | 0                      |
| Полішонки, присілок   | 10                     | 10                     |
| Сизево, присілок      | 36                     | 35                     |
| Ягошур, присілок      | 19                     | 18                     |

В поселенні діють середня школа та садочок (Верх-Люкіно), бібліотека, клуб, 2 фельдшерсько-акушерських пункти. Серед підприємств працює СПК «Правда».